# Aoki Shota
Shota Aoki (青木 翔大 (Thanh Mộc Tường Thái) Aoki Shōta, sinh ngày 11 tháng 8 năm 1990) là một cầu thủ bóng đá người Nhật Bản thi đấu cho Azul Claro Numazu.

## Thống kê câu lạc bộ
Cập nhật đến ngày 23 tháng 2 năm 2018.
| Thành tích câu lạc bộ | Thành tích câu lạc bộ | Thành tích câu lạc bộ | Giải vô địch | Giải vô địch | Cúp                   | Cúp                   | Tổng cộng | Tổng cộng |
| Mùa giải              | Câu lạc bộ            | Giải vô địch          | Số trận      | Bàn thắng    | Số trận               | Bàn thắng             | Số trận   | Bàn thắng |
| Nhật Bản              | Nhật Bản              | Nhật Bản              | Giải vô địch | Giải vô địch | Cúp Hoàng đế Nhật Bản | Cúp Hoàng đế Nhật Bản | Tổng cộng | Tổng cộng |
| --------------------- | --------------------- | --------------------- | ------------ | ------------ | --------------------- | --------------------- | --------- | --------- |
| 2013                  | Yokohama FC           | J2 League             | 3            | 0            | –                     | –                     | 3         | 0         |
| 2013                  | Nagano Parceiro       | JFL                   | 12           | 0            | 4                     | 1                     | 16        | 1         |
| 2014                  | FC Ryukyu             | J3 League             | 32           | 7            | 2                     | 0                     | 34        | 7         |
| 2015                  | Yokohama FC           | J2 League             | 1            | 0            | 0                     | 0                     | 1         | 0         |
| 2016                  | Azul Claro Numazu     | JFL                   | 30           | 6            | –                     | –                     | 30        | 6         |
| 2017                  | Azul Claro Numazu     | J3 League             | 27           | 6            | 1                     | 0                     | 28        | 6         |
| Tổng                  | Tổng                  | Tổng                  | 105          | 19           | 7                     | 1                     | 112       | 20        |